# Euphorbia pithyusa
L'euforbia delle Baleari (Euphorbia pithyusa L., 1753) è una pianta della famiglia delle Euforbiacee, diffusa nel bacino del Mediterraneo centro-occidentale.

## Distribuzione e habitat
L'areale di E. pithyusa si estende nella parte centro-occidentale del bacino del Mediterraneo: oltre che nelle isole Baleari, la specie è presente in Francia (compresa la Corsica), Italia, Marocco, Algeria e Libia.
In Italia la sua presenza è limitata a Sardegna, Sicilia, Toscana e Liguria.
Il suo habitat tipico sono le dune sabbiose e le aree costiere rocciose, ma vegeta anche nei pascoli montani.

## Tassonomia
Sono state descritte le seguenti sottospecie:
- Euphorbia pithyusa subsp. pithyusa
- Euphorbia pithyusa subsp. cupanii (Guss. ex Bertol.) Radcl.-Sm., 1968, sottospecie presente in Corsica, Sardegna e Sicilia.